# Convoi PQ 3
Le convoi PQ 3 est le nom de code d'un convoi allié durant la Seconde Guerre mondiale. Les Alliés cherchaient à ravitailler l'URSS qui combattait leur ennemi commun, le Troisième Reich. Les convois de l'Arctique, organisés de 1941 à 1945, avaient pour destination le port d'Arkhangelsk, l'été, et Mourmansk, l'hiver, via l'Islande et l'océan Arctique, effectuant un voyage périlleux dans des eaux parmi les plus hostiles du monde.
Il part de Hvalfjörður en Islande le 9 novembre 1941 et arrive à Arkhangelsk en URSS le 22 novembre 1941.

## Composition du convoi
Ce convoi est constitué de 8 cargos :
- Royaume-Uni : 5 cargos (Briarwood, Cape Corso, Cape Race, San Ambrioso, et Wanstead)
- Panama : 2 cargos (Cocle et El Capitan)
- Union soviétique : 1 cargo (Trekieve)

| Nom                 | Nationalité | Tonnage (GRT) | Notes                         |
| ------------------- | ----------- | ------------- | ----------------------------- |
| Briarwood (1930)    | Royaume-Uni | 4 019         | Retourne en Islande endommagé |
| Cape Corso (1929)   | Royaume-Uni | 3 807         |                               |
| Cape Race (1930)    | Royaume-Uni | 3 807         |                               |
| Cocle (1920)        | Panama      | 5 630         |                               |
| El Capitan (1917)   | Panama      | 5 255         |                               |
| San Ambrosio (1935) | Royaume-Uni | 7 410         |                               |
| Trekieve (1919)     | Royaume-Uni | 5 244         |                               |
| Wanstead (1928)     | Royaume-Uni | 5 486         | Navire Commodore              |

## L'escorte
L'escorte varie au cours de la traversée. Une escorte principale reste tout au long du voyage.
Ce convoi est escorté au départ par :
- les chalutiers armés : HMS Hamlet et HMS MacBeth

| Nom                | Nationalité | Type              | Notes                                           |
| ------------------ | ----------- | ----------------- | ----------------------------------------------- |
| HMS Bedouin (F67)  | Royal Navy  | Destroyer         | Escorte 14 Nov - 20 Nov                         |
| HMS Bramble (J11)  | Royal Navy  | Dragueur de mines | Escorte 20 Nov - 22 Nov                         |
| HMT Hamlet         | Royal Navy  | Chalutier armé    | Escorte 9 Nov - 14 Nov - Lutte anti-sous-marine |
| HMS Intrepid (D10) | Royal Navy  | Destroyer         | Escorte 14 Nov - 20 Nov                         |
| HMS Kenya (14)     | Royal Navy  | Croiseur léger    | Escorte 14 Nov - 20 Nov                         |
| HMT Macbeth        | Royal Navy  | Chalutier armé    | Escorte 9 Nov - 15 Nov - Lutte anti-sous-marine |
| HMS Seagull (J85)  | Royal Navy  | Dragueur de mines | Escorte 20 Nov - 22 Nov                         |
| HMS Speedy (J17)   | Royal Navy  | Dragueur de mines | Escorte 20 Nov - 22 Nov                         |

## Le voyage

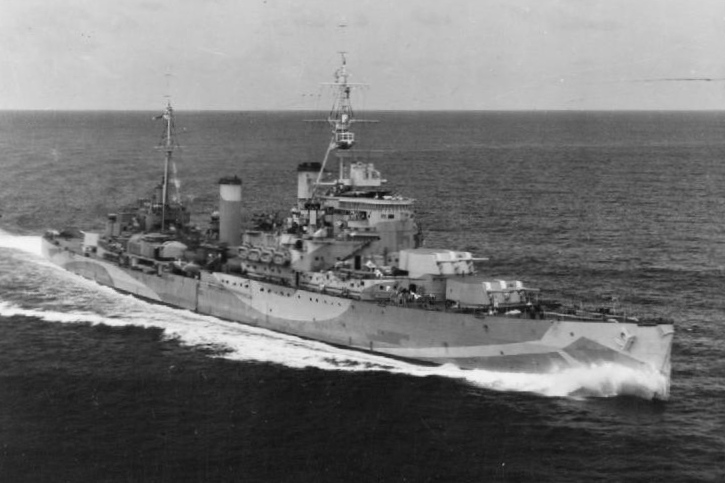
Le croiseur HMS Kenya

Le départ d'Islande s'effectue en pleine tempête. Du 14 novembre au 20 novembre, le convoi est rejoint par le croiseur HMS Kenya, les destroyers HMS Intrepid et le HMS Bedouin. Ils sont relevés par le HMS Bramble, le HMS Seagull et le HMS Speedy. Le 20 novembre 1941, le Briarwood percute un iceberg et rentre en Islande. Un autre cargo a un problème mécanique est fait aussi demi-tour[réf. nécessaire]. Le 22 novembre, le convoi subit une attaque par des Stuka sans résultat.

### Sources
- (en) Cet article est partiellement ou en totalité issu de l’article de Wikipédia en anglais intitulé « Convoy PQ 3 » (voir la liste des auteurs).